# Camponotus macrochaeta
Camponotus macrochaeta är en myrart som beskrevs av Carlo Emery 1903. Camponotus macrochaeta ingår i släktet hästmyror, och familjen myror. Inga underarter finns listade.